# Bucking Bull
Bucking Bull — австралійська мережа ресторанів печених та гриль страв. Заснована у 1999 році в Західній Австралії є франчайзинговою групою Aktiv Brands. Пізніше мережа поширилася на Квінсленд, Новий Південний Уельс та Вікторію. 
В 2015 році мережа мала 35 ресторанів.